# Mycena galopus
Mycena galopus es una especie de hongo basidiomicetos de la familia Mycenaceae.

## Características
La forma del sombrero (píleo) es acampanada, radial y acanalada, con la madures toman la forma de una sombrilla, pueden llegar a medir 2,5 centímetros de diámetro, son de color claro algunos y otros van del marrón claro a marrón oscuro.
Las branquias están espaciadas y van del color blanco al gris, los tallos son delgados y pueden medir hasta 8 centímetros de largo, son de color marrón a gris claro cerca del sombrero y suelen tener un color negruzco en la base.
Se encuentran en América del Norte y en Europa, entre la hojarasca de las coníferas y bosques de hoja caduca, son sapofritos, nacen durante el verano y el otoño y se los encuentra en grupos, no son comestibles.